# 要束木
要束木（13世纪？—1291年），元朝官员。
要束木是桑哥丞相的妻党，出任湖广等处行中书省右丞，至元二十三年（1286年），奉命钩考荆湖钱谷，省臣拟授湖广平章政事。忽必烈说：“要束木小人，事朕方五年，授任一理算官就够了。看中书所奏，令人羞耻。”要束木至湖广，即籍没阿里海涯家资献上。正月朔，百官会，行省朝服等待，要束木召到自己家受贺，再到行省望大都方向，贺如常仪。又暗中召占卜者，有不轨之言。中书省列其罪上奏，忽必烈命械至湖广行省，逮捕到京城处决，籍没其家，得黄金四千两。